# Manuel Trucco Franzani
Manuel Trucco Franzani (Cauquenes, 18 de marzo de 1875-Santiago, 25 de octubre de 1954) fue un ingeniero civil, político y diplomático chileno. Ejerció la vicepresidencia de la República por un breve período, entre el 3 de septiembre y el 15 de noviembre de 1931.
Anteriormente, se desempeñó brevemente como ministro del Interior de Juan Esteban Montero y, entre 1926 y 1930 fue senador por las provincias de Malleco y Cautín.

## Familia y estudios
Nació en 1875, hijo de Napoleón Trucco Morando, inmigrante genovés y María Franzani Moniguetti, nacida en Suiza. Tuvo seis hermanos, entre ellos Humberto Trucco Franzani, quien fue presidente de la Corte Suprema de Chile.
Estudió en el Liceo de Hombres de Cauquenes (actual Liceo Antonio Varas) y en el Instituto Nacional de Santiago. Posteriormente, ingresó a la Facultad de Ciencias Físicas y Matemáticas de la Universidad de Chile, donde se recibió de ingeniero civil en 1899. Entre 1902 y 1904, estudió en École nationale des ponts et chaussées de París, Francia, gracias a una beca.
Se casó con Laura Gaete Fagalde, con quien tuvo cinco hijos Leonor, Marta, Graciela, Rebeca y Manuel, quien fue subsecretario de Gabriel González Videla y embajador.

## Carrera profesional y pública
Se dedicó a la docencia, trabajó como director de la Empresa de los Ferrocarriles del Estado (EFE) y sirvió como senador de las provincias de Malleco y Cautín entre 1926 y 1930 por el Partido Radical (PR).
Durante la vicepresidencia de Juan Esteban Montero, después de la caída de Carlos Ibáñez del Campo, Trucco fue llamado para asumir el ministerio del Interior. Cuando Montero postuló a la presidencia de Chile en las elecciones de 1931, debió dejar el mando, entregándoselo a su ministro del Interior el 20 de agosto de aquel año. Durante su breve mandato debió enfrentarse a la sublevación de la Escuadra, grave episodio que fue sofocado con el apoyo aéreo de la recién creada Fuerza Aérea.
En 1935, siendo Embajador de Chile en Washington firma en presencia de 20 mandatarios de América y el presidente Franklin Délano Roosevelt, por petición de don Arturo Alessandri Palma el Tratado sobre Protección a las Instituciones Artísticas y Científicas y Monumentos Históricos, más conocido como Pacto Roerich.
Con la victoria de Montero, Trucco le entregó la vicepresidencia el 15 de noviembre al presidente electo, que pudo asumir en propiedad el 4 de diciembre. Manuel Trucco en 1946 volvió a la vida pública durante el gobierno de Gabriel González Videla, cuando encabezó el Banco Central hasta 1951.